# 地福寺 (茨木市)
地福寺（ぢふくじ）は、大阪府茨木市にある浄土宗の寺院。

## 歴史
『桑原山地福寺縁起』によれば、孝徳天皇の御代、中臣鎌足により創建。開基は僧慧隠（恵隠・鎌足の長子定恵の師）。
入鹿暗殺を鎌足が練った所といわれ、毎朝天を拝して蘇我氏打倒を祈り、ついに東方の阿武山山腹に光明を得て、その目的を達したという。
もと真言宗の寺であったが、衰退し、天正年間（1573～92年）恵誉流念和尚が再興し、浄土宗に転じる。
安威川ダム事業により、水没地となるため、西方高台の代替地に移転となり、平成15年（2003年）に新築。
縁起に「摂州島下郡桑原山地福寺は大織冠鎌足大臣の草創なり。本尊は千手大悲観世音菩薩長弐尺五寸、両脇は不動、毘沙門いずれも春日明神の御作なり。又、鎌足大臣親筆の影像あり。中尊は鎌足大臣、左は定恵和尚、右は淡海公なり。」とあり、千手千眼観音立像と大織冠像が遺されている。
現在、阿弥陀如来を本尊とす。

## 文化財
- 石造五重塔

「敬白　奉立石塔一基　冶徳参年（1308年）参月十九日　願主比丘尼生阿□□」と、基礎正面に４行の造立銘がある。
地上高2ｍ、初重四面に舟型に掘り込んだ中に如来形の座像が刻まれた、地元の花崗岩で造られた鎌倉時代の作。
大阪府有形文化財（建造物）（昭和56年6月1日指定）
- 天正九年（1581年）銘十三仏板碑

地上高113ｃｍ、幅64ｃｍ、厚30ｃｍ。
板状舟形の地元の花崗岩に、頂上に天蓋を頂く虚空蔵、その下に3体ずつ4段に仏が刻まれている。
市内唯一の十三仏で、茨木市指定有形文化財（工芸）（平成12年5月1日指定）
- 天正八年（1580年）銘六地蔵板碑

地上高116ｃｍ、幅63ｃｍ、厚27ｃｍ。
上部に弥陀、下２段に六地蔵座像を刻む。
外枠左右に「天正八庚辰　施主」・「十一月廿四日」と刻銘。
茨木市指定有形文化財（工芸）（平成12年5月1日指定）
- 木造千手千眼観音立像（南北朝時代）

観音堂の春日厨子内に、不動明王と昆沙門天の脇侍をしたがえて安置され、かっては本像が本尊であったとみられる。
針葉樹材による寄木造で、玉眼を嵌入。像内脚部背面に康正3年（1457年）、大仏師大宮法眼院芸が修理したとの墨書銘が確認されている。像高86.1ｃｍ。
- 紙本著色大織冠像

上部に3面の神鏡、緞帳と御簾が掛かる神殿風の設定の中に、中央に大織冠（藤原鎌足）、その左手側に長男の定慧、右手側に次男の不比等が配される。地福寺の寺伝では鎌足自筆とする。89.0×41.2ｃｍ。　

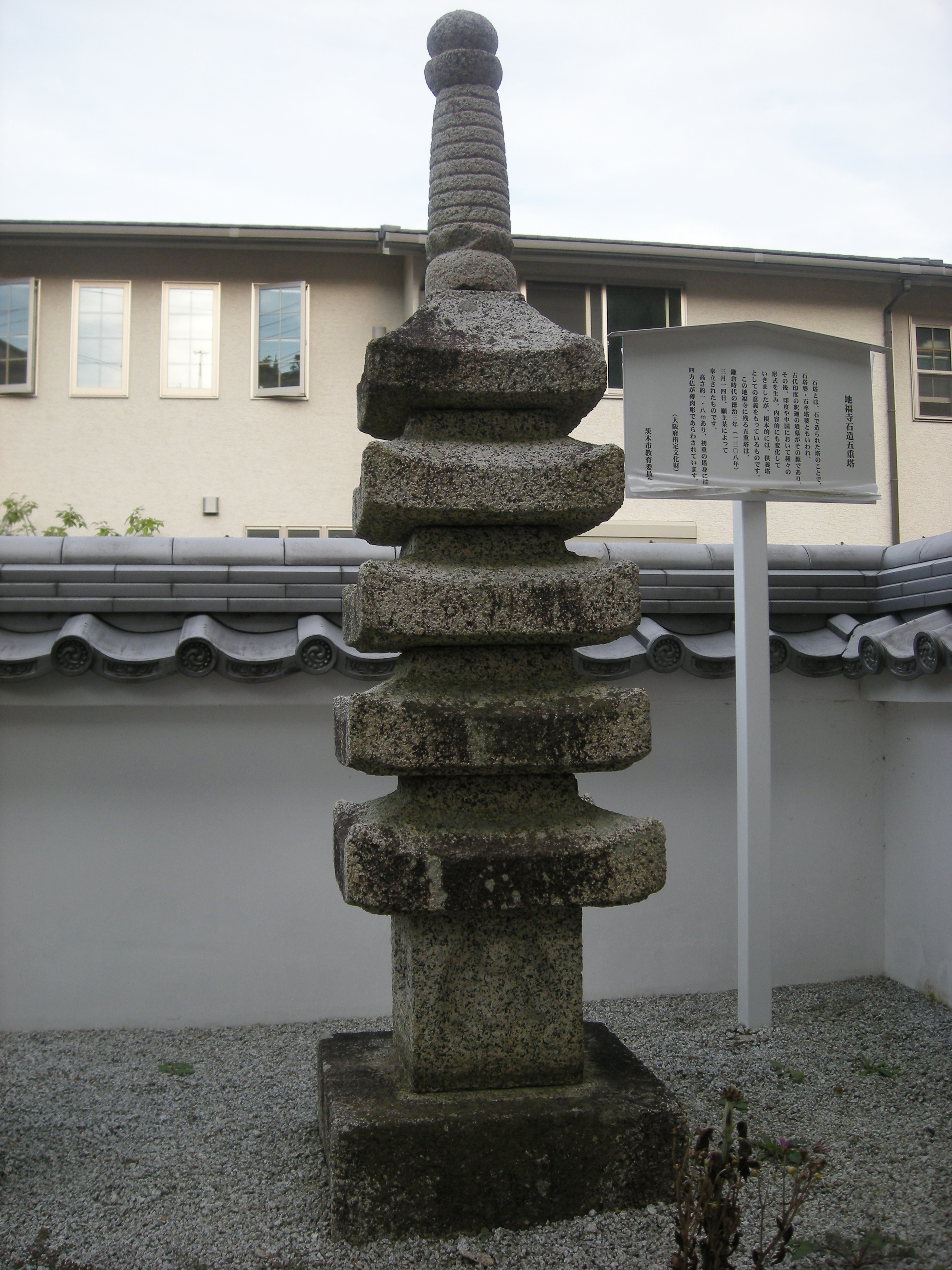
石造五重塔
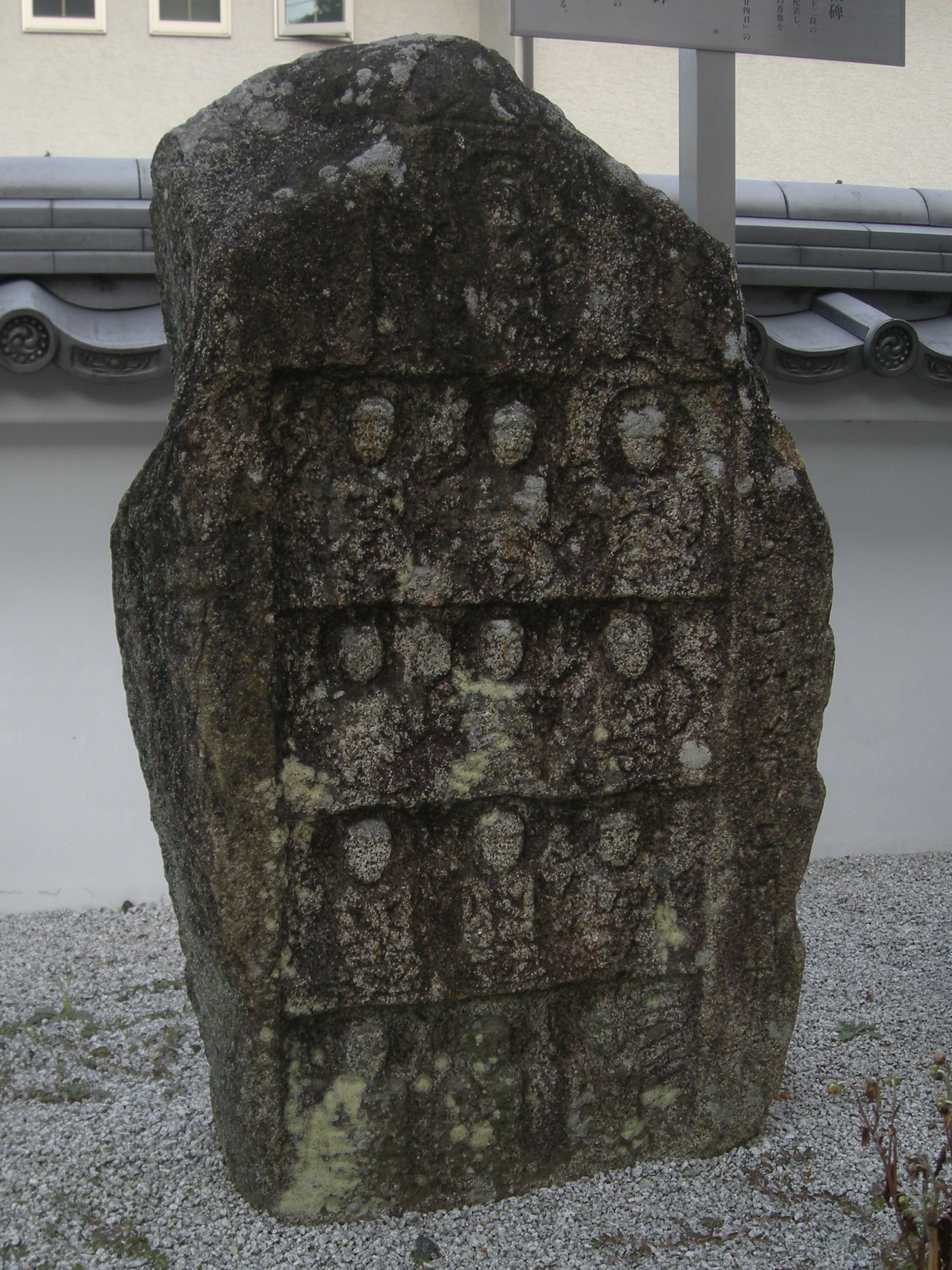
天正九年銘十三仏
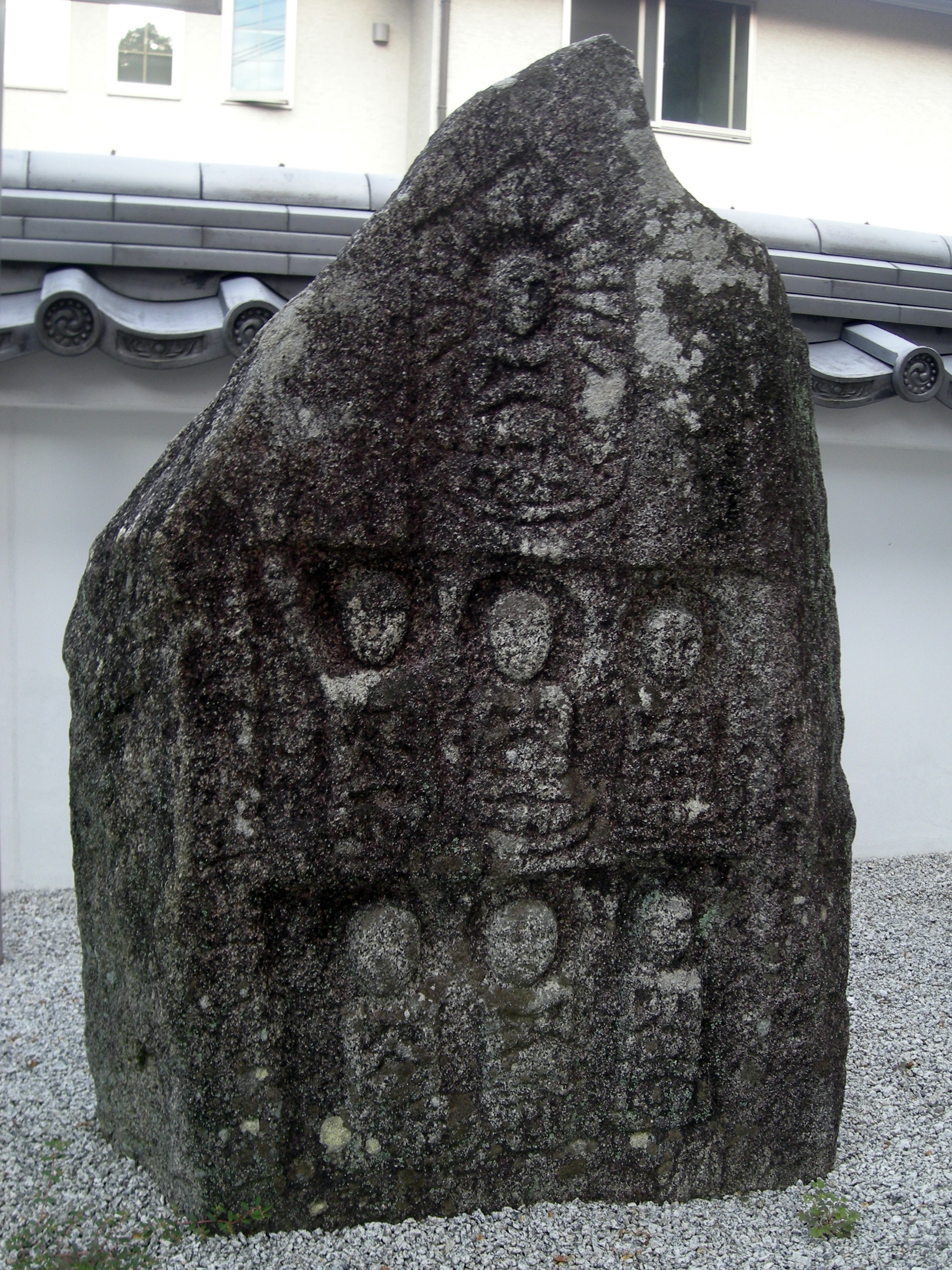
天正八年銘六地蔵板碑

## 行事
- 春秋彼岸会（3月、9月）
- 盆施餓鬼（8月3日）
- 十夜会（11月中旬）